# Fine di una storia (film)
(Maurice)
Fine di una storia (The End of the Affair) è un film del 1999 diretto da Neil Jordan e basato sul romanzo omonimo di Graham Greene.

## Trama
Maurice Bendrix scrive un libro che inizia con la frase "Questo è un diario dell'odio".
Nel 1946, a Londra lo scrittore incontra casualmente i coniugi Sarah ed Henry Miles. Nel periodo bellico aveva stretto una breve, intensa relazione con la donna, di cui, peraltro, il devoto marito era a conoscenza. Alcune confidenze di Henry sul comportamento della moglie lo inducono, forse in un soprassalto di gelosia, a rivolgersi ad un'agenzia di investigazioni, per avere lumi sulla vita segreta di Sarah.
Entra così in possesso del suo diario, dalle cui pagine viene a sapere come l'improvviso abbandono di lei fosse stato il risultato di una conversione religiosa, un estremo atto d'amore, un disperato voto rivolto a Dio perché restituisse alla vita l'amato, che credeva essere stato ucciso nella caduta di una bomba, durante uno dei loro segreti incontri avvenuto due anni prima.
Maurice cerca infatti di convincere Sarah a tornare con lui; nonostante lei, infelice della vita che il marito le ha reso, non abbia mai smesso di amare Maurice, non riesce a sottrarsi alla promessa fatta a Dio. Passato un weekend con la donna, Maurice scopre da Henry che Sarah ha una malattia incurabile e che le resta poco da vivere. Così, Maurice resta accanto a Sarah e Henry in quelli che saranno gli ultimi istanti della sua vita.
Dopo la morte di Sarah, Maurice scrive un romanzo sulla loro storia d'amore riconoscendo odio verso Dio, colpevole di avergli portato via Sarah e perciò la sua felicità e pregandolo di lasciarlo in pace.

## Riconoscimenti
- 2000 - Premio Oscar
  - Candidatura alla miglior attrice protagonista a Julianne Moore
  - Candidatura al miglior fotografia a Roger Pratt
- 2000 - Golden Globe
  - Candidatura al miglior film drammatico
  - Candidatura alla migliore regia a Neil Jordan
  - Candidatura alla miglior attrice in un film drammatico a Julianne Moore
  - Candidatura alla miglior colonna sonora a Michael Nyman
- 2000 - Premio BAFTA
  - Migliore sceneggiatura non originale a Neil Jordan
  - Candidatura al miglior film a Stephen Woolley e Neil Jordan
  - Candidatura alla migliore regia a Neil Jordan
  - Candidatura al miglior attore protagonista a Ralph Fiennes
  - Candidatura alla miglior attrice protagonista a Julianne Moore
  - Candidatura alla migliore fotografia a Roger Pratt
  - Candidatura alla migliore scenografia a Anthony Pratt
  - Candidatura ai migliori costumi a Sandy Powell
  - Candidatura al miglior trucco a Christine Beveridge
  - Candidatura alla miglior colonna sonora a Michael Nyman
- 2000 - Screen Actors Guild Award
  - Candidatura alla miglior attrice protagonista a Julianne Moore
- 1999 - Chicago Film Critics Association Award
  - Candidatura alla miglior attrice protagonista a Julianne Moore
- 1999 - New York Film Critics Circle Awards
  - Candidatura alla miglior attrice protagonista a Julianne Moore
- 2000 - Evening Standard British Film Awards
  - Miglior sceneggiatura a Neil Jordan
- 2001 - London Critics Circle Film Awards
  - Candidatura Film britannico dell'anno
  - Candidatura Attrice dell'anno a Julianne Moore
  - Candidatura Attore britannico dell'anno a Ralph Fiennes
  - Candidatura Sceneggiatore britannico dell'anno a Neil Jordan